# 59 segundos
59 segundos va ser un programa de debat polític i d'actualitat de Televisió Espanyola, emès a Espanya per La 1 gravat als estudis Buñuel i produït per Globomedia.
La seva característica principal va ser comptar amb una taula de discussió amb micròfons que es replegaven automàticament després d'un minut en actiu, la qual cosa obligava el contertulià a ajustar la seva intervenció a aquest temps.

## Història
59" comença la seva marxa a l'octubre de 2004 com a resultat d'un pretès canvi de política a TVE propugnat per la seva nova directora, Carmen Caffarel. L'objectiu era retornar el debat a l'espai mediàtic i televisiu. Encara que TVE havia tingut precedents de programes de debat polític (especialment el famós La clave, presentat per José Luis Balbín), feia temps que aquests programes no ocupaven a penes espai en la graella televisiva espanyola.
El programa 59" va ser encarregat a una productora externa de gran envergadura en el panorama audiovisual, Globomedia. Emilio Aragón era un dels seus fundadors i TVE havia mantingut des de sempre bones relacions amb la família, especialment amb el pare d'Emilio, Miliki. Aquesta decisió va motivar la desaprovació de part de l'elenc de treballadors de la cadena, acostumats al sistema de producció pròpia, i que consideraven que un programa així havia de ser realitzat íntegrament pels responsables de la cadena pública.
D'antuvi 59" incloïa més convidats procedents del món polític i en una ocasió va arribar a comptar amb la presència del propi President del Govern d'Espanya, José Luis Rodríguez Zapatero. Altres ministres, com José Bono i José Antonio Alonso, també han acudit al programa, així com el coordinador d'Esquerra Unida, Gaspar Llamazares, el candidat de CiU a la presidència de la Generalitat de Catalunya, Artur Mas, i l'ex lehendakari Carlos Garaikoetxea. No obstant això, la reticència de molts polítics a veure's interrogats en televisió i l'escassa tradició a Espanya de prestar-se a aquest tipus d'espais mediàtics van propiciar que es donés prioritat al debat entre periodistes, fins i tot després d'haver aixecat la limitació dels "59 segons" d'intervenció per a la majoria de polítics convidats.
En aquest sentit, el programa es va veure perjudicat pel veto del PP, que en juny de 2005 va anunciar la seva intenció de no acudir més per considerar que es manipulava la informació en favor dels interessos del Govern. No obstant això, alguns membres d'aquest partit han assistit ocasionalment al programa després d'aquesta data, com el portaveu del PP en el Congrés dels Diputats, Eduardo Zaplana.
Mamen Mendizábal, la presentadora en la primera etapa del programa, el va abandonar en 2006 per a presentar La Sexta Noticias de La Sexta. La seva substituta va ser Ana Pastor, provinent del món radiofònic (Cadena SER). Actualment presenta María Casado.
L'altre rostre conegut del programa va ser Pedro J. Ramírez, director del diari El Mundo, que intervenia de manera regular en la taula de debat.

## Format
Anteriorment, 59" s'emetia des de l'Aula Magna de la Facultat de Dret de la Universitat Complutense de Madrid, triada per la seva similitud amb el Congrés dels Diputats. Posteriorment es va emetre des dels Estudis Buñuel de Madrid.
Comptava amb una taula on s'asseien sis periodistes o comentaristes especialitzats, amb almenys un molt pròxim a les postures del PSOE i un altre a les del PP. La resta es repartien entre dreta i esquerra més o menys moderada, amb opinions molt diverses respecte a determinats temes recurrents (nacionalisme, moral individual, polítiques socials...).
El nucli del format consistia en uns micròfons que pujaven i baixaven. El tertulià, en principi, havia de limitar la seva intervenció a un minut; transcorregut aquest temps el micròfon desapareixia i impedia que la seva veu es continués escoltant. La presentadora moderava el debat i s'encarregava d'establir els torns de paraula. Això garantia que totes les opinions poguessin ser escoltades sense necessitat d'alçar la veu per a imposar-se, un fenomen comú en molts debats tradicionals.
El programa sencer, sense publicitat, tenia una durada entre 75 i 90 minuts. Comptava amb diversos blocs en els quals es discutien temes d'actualitat política o social, nacional o internacional. El debat en plató es complementava amb reportatges o vídeos gravats amb anterioritat. A vegades es comptava amb la presència d'un o dos convidats, que exposaven els seus punts de vista sobre l'assumpte.
Anteriorment el programa afegia parts d'humor, amb la presència d'humoristes habituals de la productora com Miki Nadal o Florentino Fernández, però aquest aspecte va decaure al no encaixar bé amb el to del programa.

## Horari
59" s'emetia en horari de late night (a partir de les onze o dotze de la nit) i amb periodicitat setmanal en La 1. Va canviar diverses vegades de dia; solia ocupar les nits dels dilluns, però en 2006 es va traslladar als dimecres, en 2008 va tornar a la nit dels dilluns, i finalment va tornar als dimecres.

## Audiències
| Temporada | Temporada | Episodis | Estrena                | Final                | Audiència mitjana | Audiència mitjana | Audiència mitjana |
| Temporada | Temporada | Episodis | Estrena                | Final                | Espectadors       | Quota             |                   |
| --------- | --------- | -------- | ---------------------- | -------------------- | ----------------- | ----------------- | ----------------- |
|           | 1         | 36       | 4 d'octubre de 2004    | 27 de juny de 2005   | 1 426 000         | 18,8%             |                   |
|           | 2         | 38       | 19 de setembre de 2005 | 10 de juliol de 2006 | 890 000           | 18,9%             |                   |
|           | 3         | 37       | 20 de setembre de 2006 | 4 de juliol de 2007  | 793 000           | 13,9%             |                   |
|           | 4         | 42       | 12 de setembre de 2007 | 14 de juliol de 2008 | 1 039 000         | 12,2%             |                   |
|           | 5         | 40       | 10 de setembre de 2008 | 8 de juliol de 2009  | 867 000           | 10,2%             |                   |
|           | 6         | 37       | 8 de setembre de 2009  | 14 de juliol de 2010 | 705 000           | 9,8%              |                   |
|           | 7         | 30       | 9 de setembre de 2010  | 25 de maig de 2011   | 583 000           | 7,5%              |                   |
|           | 8         | 22       | 7 de setembre de 2011  | 4 d'abril de 2012    | 591 000           | 7,1%              |                   |
| Total     | Total     | 282      | 2004                   | 2012                 | 862 000           | 12,3%             |                   |

## Versions
S'emetia una versió en català per a Catalunya, 59" (59 segons), els dimarts, a partir de dos quarts de deu de la nit, presentat actualment per Cristina Puig en substitució de María Casado, a La 2.
També s'emetia una versió canària de 59", els dimarts, a partir de les onze de la nit (hora canària), presentat per Fátima Hernández en La 1 (de Canàries).

## Acolliment
Durant la seva marxa, 59" ha obtingut audiències diverses segons el convidat i els temes tractats. El share tendia a oscil·lar del 10% al 30% d'alguns programes. El 25 d'abril de 2005, quan José Luis Rodríguez Zapatero va acudir per a ser entrevistat, la quota de pantalla va ser d'un 25%, una dada superior al d'altres compareixences televisives del president o el líder de l'oposició, Mariano Rajoy. n la seva tercera temporada (2006-2007), el share del programa es mantenia entorn d'un 14%, la qual cosa indica que ha aconseguit un públic fidel.
Malgrat la forta dependència a Espanya d'uns elevats dades d'audiència perquè un programa de televisió segueixi en antena, es considerava que 59 segundos, pel seu propi caràcter, incidia positivament en la imatge pública de la cadena. Altres espais de debats emesos per algunes televisions a partir de 2006 han mostrat la influència de 59 segundos, particularment Madrid opina a Telemadrid i Sexto sentido a La Sexta.

## Sortida d'antena
El 4 d'abril de 2012, 59 segons surt d'antena per a donar pas al programa El debate de la 1, això és degut a la retallada de 200 milions a RTVE, per a així estalviar 106 milions d'euros. El nou programa de debats de la 1 ocupa el mateix horari que 59 segons (dimecres a les 00.15), va estrenar nou plató i la novetat va ser que els micròfons que s'utilitzaven en 59 segons van ser llevats.

## Presentadores
- Mamen Mendizábal (2004-2006).
- Ana Pastor (2006-2009).
- María Casado (2009-2012).
- Cristina Puig, en la versió per Catalunya.
- Fátima Hernández, en la versió per Canàries.

## Contertulians habituals
- Amalia Sánchez Sampedro
- Ángel Expósito
- Antón Losada
- Carlos Carnicero
- Charo Zarzalejos
- Consuelo Álvarez de Toledo
- Enric Sopena
- Esther Jaén
- Esther Esteban
- Fernando Ónega
- Fernando Berlín
- Gorka Landáburu
- Isabel San Sebastián
- Isaías Lafuente
- Ignacio Escolar
- Jesús Maraña
- José Antonio Vera
- José María Brunet
- José María Calleja
- Margarita Sáenz-Díez
- Miguel Ángel Aguilar
- Miguel Ángel Rodríguez Bajón
- Nacho Villa
- Nativel Preciado
- Pepe Oneto
- Pedro J. Ramírez
- Rafael Torres